# Nebelhorn
Nebelhorn – szczyt w Alpach Algawskich, części Alp Bawarskich. Leży w Niemczech, w Bawarii, przy granicy z Austrią. Na szczyt prowadzi kolejka linowa – Nebelhornbahn. Dolna stacja znajduje się w Oberstdorfie. Na szczyt można dostać się także via ferratą Hindelang. Nebelhorn jest też ośrodkiem narciarskim.

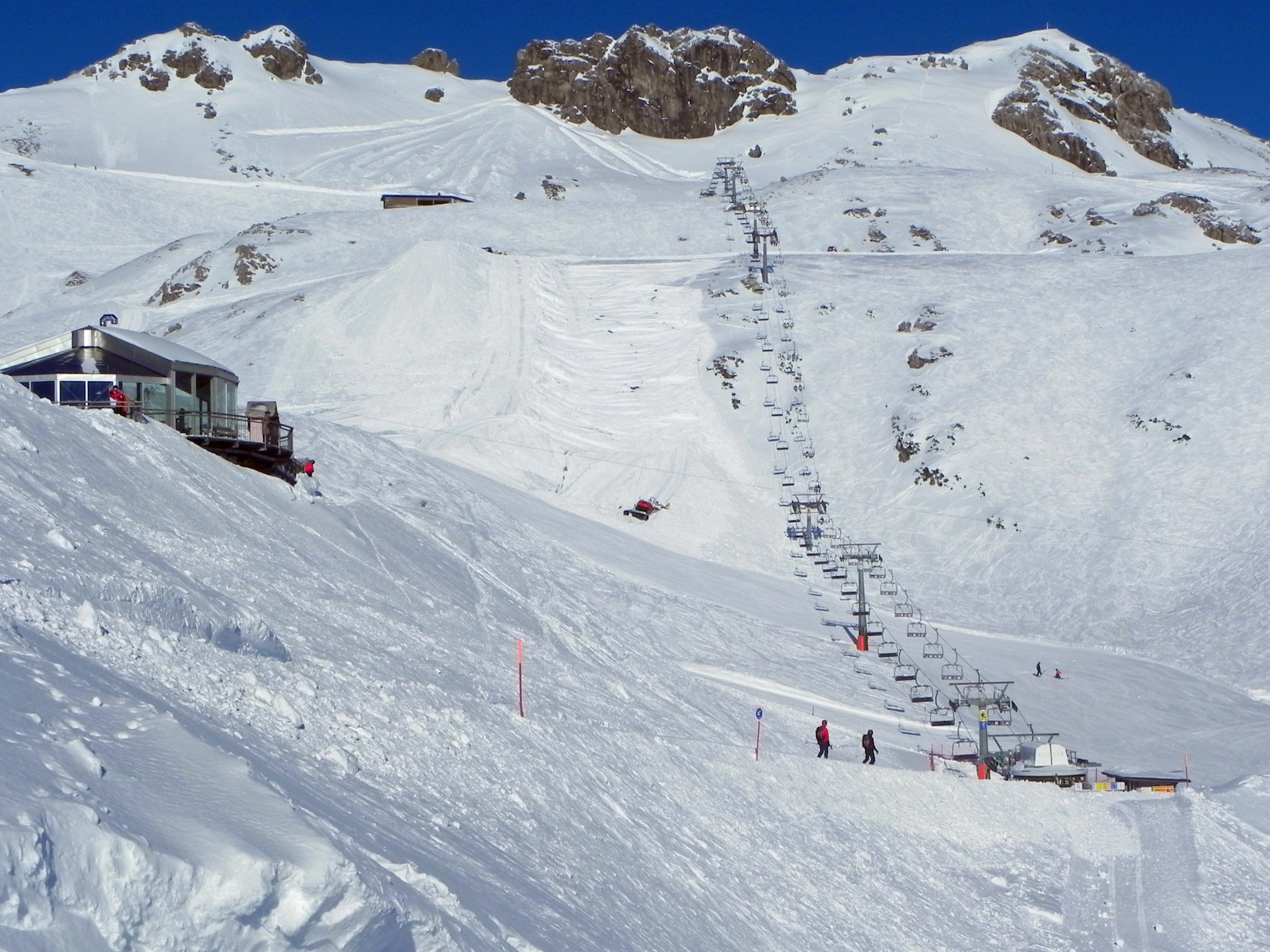
Wyciąg
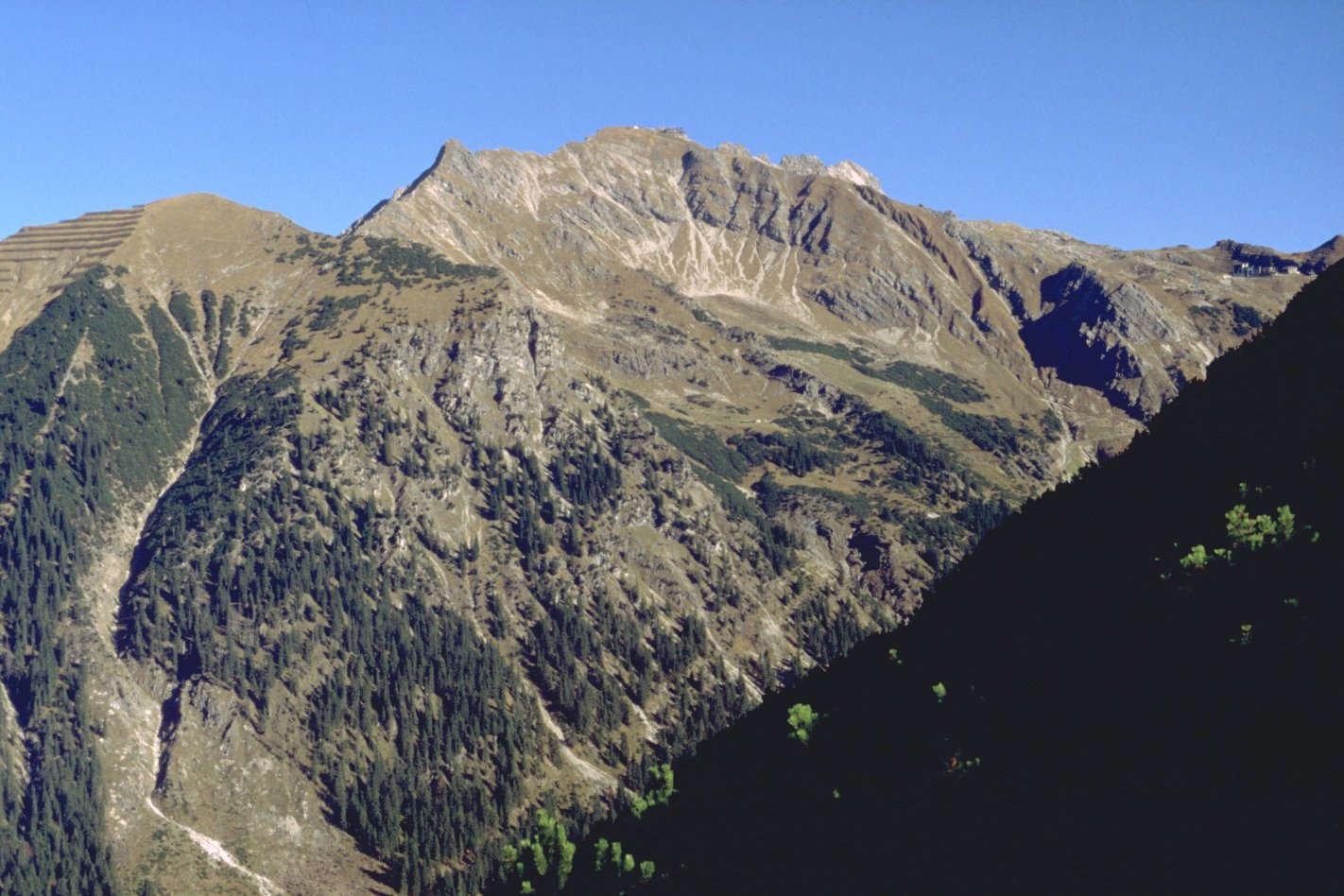
Geißfuß i Nebelhorn
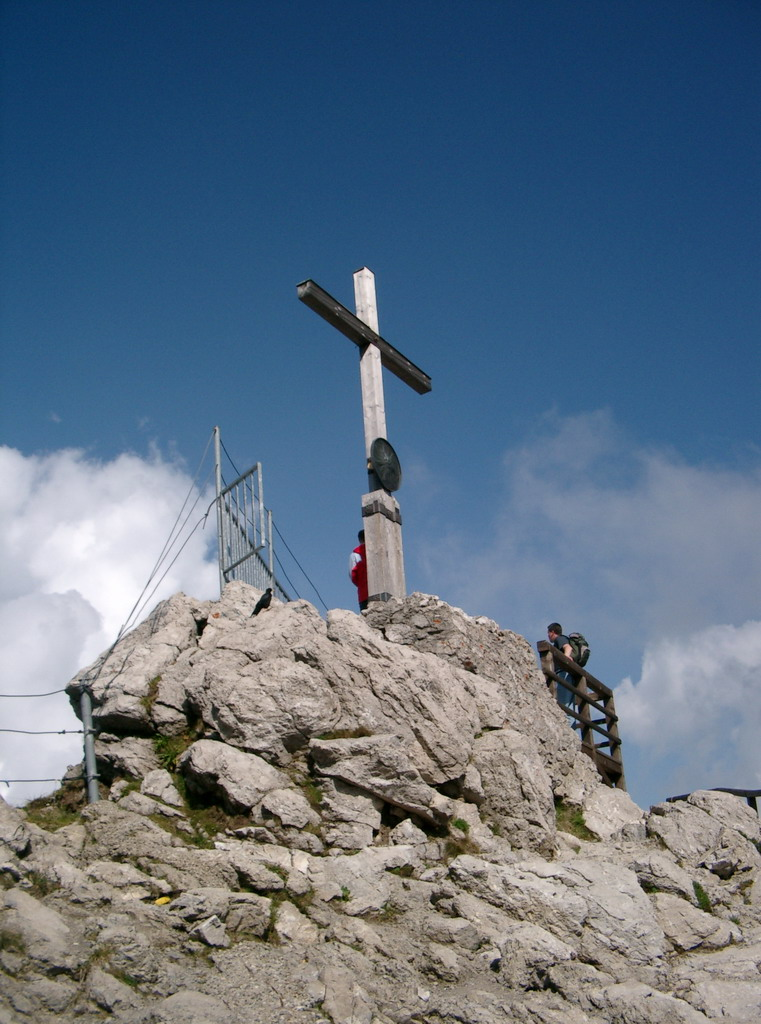
Krzyż na szczycie